# Campeonato Carioca de Futebol de 2013 - Série B
O Campeonato Carioca da Série B de 2013 foi a 36ª edição da segunda divisão do campeonato estadual de futebol profissional do Rio de Janeiro. A competição foi organizada pela Federação de Futebol do Estado do Rio de Janeiro (FERJ).

## História
Naquele ano, o formato de competição foi diferente dos anos anteriores e semelhante ao da Série A: o campeonato foi dividido em dois turnos e uma fase final, a Taça Santos Dumont (1ª fase), a Taça Corcovado (2ª fase) e um triangular final com os dois campeões mais a equipe de maior pontuação para definir o Campeão carioca 2013 - Série B.
Nessa edição houve dois torneios paralelos: o Torneio da Capital, disputado entre equipes da Região Metropolitana do Rio de Janeiro, nas partidas entre eles; e o Torneio do Interior, com as equipes do interior do estado, nas partidas entre eles para definir os respectivos campeões dos torneios.

## Regulamento
- Nesta edição, o campeonato é dividido em 2 turnos, a primeira fase, a Taça Santos Dumont, os times jogam contra os do outro grupo, em turno único, em confronto direto onde o primeiro de um grupo enfrenta o segundo do outro numa semifinal e vice-versa. Os vencedores vão para a final do turno, o vencedor dessa final torna-se o campeão da Taça Santos Dumont de 2013.[3]

- Na segunda fase, a Taça Corcovado, os times jogam dentro de seus grupos e o primeiro de um grupo enfrenta o segundo do outro numa semifinal e vice-versa. Os vencedores vão para a final do turno, o vencedor dessa final torna-se o campeão da Taça Corcovado de 2013.

- Os vencedores de cada turno disputam juntamente a equipe que tenha obtido a melhor pontuação somados os pontos na fase classificatória e de grupos, os times jogam partidas de ida e volta.

- Caso o mesmo time tenha sido campeão dos dois turnos, a Taça Santos Dumont e Taça Corcovado, ele é declarado campeão da Série B sem necessidade de turno final.

- O "Torneio da Capital", com as equipes da Região Metropolitana e o "Torneio do Interior", com as equipes do estado do Rio de Janeiro, são apenas computados a fim de apurar o campeão por pontos corridos, as partidas ocorridas entre equipes das suas respectivas torneios ao longo do Campeonato Carioca, excluindo-se finais e semifinais.

### Critérios de desempate
Para o desempate entre duas ou mais equipes segue-se a ordem definida abaixo:
1. Número de vitórias
2. Saldo de gols
3. Gols marcados
4. Número de cartões amarelos e vermelhos
5. Sorteio

## Participantes
| Equipe               | Cidade                 | Em 2012       | Estádio                   | Capacidade    | Títulos            |
| -------------------- | ---------------------- | ------------- | ------------------------- | ------------- | ------------------ |
| America              | Rio de Janeiro         | 13º           | Giulite Coutinho          | 16 000        | 1 (último em 2009) |
| América de Três Rios | Três Rios              | 2º (Série C)  | Tiezão e Odair Gama       | 2 000 e 5 000 | 1 (último em 1989) |
| Americano            | Campos dos Goytacazes  | 16º (Série A) | Godofredo Cruz            | 9 300         | 0 (não possui)     |
| Angra dos Reis       | Angra dos Reis         | 15º           | Jair Toscano              | 5 000         | 0 (não possui)     |
| Artsul               | Nova Iguaçu            | 7º            | Nivaldo Pereira           | 1 000         | 0 (não possui)     |
| Barra da Tijuca      | Rio de Janeiro         | 3° (Série C)  | Eustáquio Marques         | 4 000         | 0 (não possui)     |
| Barra Mansa          | Barra Mansa            | 8º            | Leão do Sul               | 5 000         | 1 (último em 1995) |
| Bonsucesso           | Rio de Janeiro         | 15º (Série A) | Leônidas da Silva         | 13 000        | 7 (último em 2011) |
| Cabofriense          | Cabo Frio              | 14º           | Correão                   | 4 200         | 4 (último em 2010) |
| Ceres                | Rio de Janeiro         | 6º            | João Francisco            | 3 000         | 0 (não possui)     |
| Goytacaz             | Campos dos Goytacazes  | 3º            | Ary de Oliveira           | 15 000        | 2 (último em 1992) |
| Juventus             | Rio de Janeiro         | 18º           | João Francisco            | 3 000         | 0 (não possui)     |
| Mesquita             | Mesquita               | 17º           | Louzadão                  | 6 000         | 0 (não possui)     |
| Paduano              | Santo Antônio de Pádua | 1º (Série C)  | Waldo Carneiro Xavier     | 1 000         | 0 (não possui)     |
| Portuguesa-RJ        | Rio de Janeiro         | 4º            | Luso-Brasileiro           | 5 994         | 3 (último em 2003) |
| Sampaio Corrêa-RJ    | Saquarema              | 9º            | Lourival Gomes de Almeida | 3 000         | 0 (não possui)     |
| São João da Barra    | São João da Barra      | 5º            | Manoel José Viana de Sá   | 3 000         | 0 (não possui)     |
| Serra Macaense       | Macaé                  | 11º           | Moacyrzão                 | 16 000        | 0 (não possui)     |
| Tigres do Brasil     | Duque de Caxias        | 10º           | Los Larios                | 8 000         | 0 (não possui)     |

- a. ^ O Imperial e o Rio Branco-ES anunciaram desistência do campeonato por motivos financeiros sendo reabaixados para a Série C de 2014.[4][5]

- b. O Juventus foi excluído da competição por não comparecer aos três primeiros jogos.

## Paralisação da Competição
O Campeonato Carioca Serie B de 2013 ficou paralisado por mais de 2 meses por conta de uma escalação irregular de um jogador feito pela Goytacaz. O Caso foi julgado pelo TJD do Rio de Janeiro e por unanimidade o Goytacaz perdeu a causa mais recorreu ao STJD e perdeu a causa novamente fazendo com que o America continuasse na competição.

## Primeira fase (Taça Santos Dumont)
|  | Zona de classificação para a fase final |
|  | Zona de desclassificação                |

### Fase de Grupos
| Classificação | Classificação        | Classificação | Classificação | Classificação | Classificação | Classificação | Classificação | Classificação | Classificação |
| Pos           | Time                 | Pts           | J             | V             | E             | D             | GP            | GC            | SG            |
| ------------- | -------------------- | ------------- | ------------- | ------------- | ------------- | ------------- | ------------- | ------------- | ------------- |
| 1             | Bonsucesso           | 17            | 9             | 5             | 2             | 2             | 14            | 9             | +5            |
| 2             | Cabofriense          | 15            | 9             | 4             | 3             | 2             | 18            | 8             | +10           |
| 3             | América de Três Rios | 15            | 9             | 4             | 3             | 2             | 17            | 13            | +4            |
| 4             | Mesquita             | 12            | 9             | 4             | 0             | 5             | 7             | 12            | -5            |
| 5             | Barra Mansa          | 12            | 9             | 3             | 3             | 3             | 20            | 15            | +5            |
| 6             | Ceres                | 11            | 9             | 3             | 2             | 4             | 16            | 13            | +3            |
| 7             | Americano            | 11            | 9             | 3             | 2             | 4             | 12            | 12            | 0             |
| 8             | Serra Macaense       | 11            | 9             | 3             | 2             | 4             | 13            | 18            | -5            |
| 9             | Barra da Tijuca      | 11            | 9             | 2             | 5             | 2             | 13            | 15            | -2            |
| 10            | Tigres do Brasil     | 7             | 9             | 2             | 1             | 6             | 9             | 16            | -7            |

| Classificação | Classificação     | Classificação | Classificação | Classificação | Classificação | Classificação | Classificação | Classificação | Classificação |
| Pos           | Time              | Pts           | J             | V             | E             | D             | GP            | GC            | SG            |
| ------------- | ----------------- | ------------- | ------------- | ------------- | ------------- | ------------- | ------------- | ------------- | ------------- |
| 1             | America           | 26            | 10            | 8             | 2             | 0             | 29            | 7             | +22           |
| 2             | Portuguesa-RJ     | 24            | 10            | 7             | 3             | 0             | 16            | 4             | +12           |
| 3             | Goytacaz          | 22            | 10            | 6             | 4             | 0             | 18            | 9             | +9            |
| 4             | Sampaio Corrêa-RJ | 17            | 10            | 5             | 2             | 3             | 16            | 10            | +6            |
| 5             | São João da Barra | 15            | 10            | 4             | 3             | 3             | 17            | 11            | +6            |
| 6             | Angra dos Reis    | 9             | 10            | 2             | 3             | 5             | 14            | 22            | -8            |
| 7             | Paduano           | 9             | 10            | 2             | 3             | 5             | 8             | 19            | -11           |
| 8             | Artsul            | 3             | 10            | 0             | 3             | 7             | 13            | 27            | -14           |
| 9             | Juventus          | 0             | 10            | 0             | 0             | 10            | 0             | 30            | -30           |

### Desempenho por rodada
|         | 1   | 2   | 3   | 4   | 5   | 6   | 7   | 8   | 9   | 10  | 11  |
| Grupo A | CER | ATR | ATR | ATR | MES | CER | CER | ATR | BON | BON | BON |
| Grupo B | POR | AME | AME | POR | SJB | GOY | GOY | GOY | AME | AME | AME |

|         | 1   | 2   | 3   | 4   | 5   | 6   | 7   | 8   | 9   | 10  | 11  |
| Grupo A | BON | CAB | BTJ | BMA | BTJ | BTJ | BTJ | BTJ | TBR | TBR | TBR |
| Grupo B | JUV | JUV | ART | JUV | JUV | JUV | JUV | JUV | JUV | JUV | JUV |

### Fase final
Em itálico, as equipes que jogaram pelo empate, por ter melhor campanha na fase de grupos.
|  | Semifinais                     | Semifinais  |   |  | Final                          | Final |  |
|  |                                |             |   |  |                                |       |  |
|  | 24 de abril - Giulite Coutinho |             |   |  |                                |       |  |
|  | Bonsucesso                     | 0           |   |  |                                |       |  |
|  | Portuguesa-RJ                  | 0           |   |  |                                |       |  |
|  |                                |             |   |  |                                |       |  |
|  |                                |             |   |  | 27 de abril - Giulite Coutinho |       |  |
|  |                                |             |   |  | Bonsucesso                     | 1     |  |
|  |                                | Cabofriense | 0 |  |                                |       |  |
|  |                                |             |   |  |                                |       |  |
|  |                                |             |   |  |                                |       |  |
|  |                                |             |   |  |                                |       |  |
|  | 20 de abril - Giulite Coutinho |             |   |  |                                |       |  |
|  | America                        | 0           |   |  |                                |       |  |
|  | Cabofriense                    | 2           |   |  |                                |       |  |

### Premiação
| Taça Santos Dumont de 2013     |
| Rio de Janeiro                 |
| ------------------------------ |
| Bonsucesso Campeão (1º título) |

## Segunda fase (Taça Corcovado)

### Fase de Grupos
| Classificação | Classificação        | Classificação | Classificação | Classificação | Classificação | Classificação | Classificação | Classificação | Classificação |
| Pos           | Time                 | PG            | J             | V             | E             | D             | GP            | GS            | SG            |
| ------------- | -------------------- | ------------- | ------------- | ------------- | ------------- | ------------- | ------------- | ------------- | ------------- |
| 1             | Cabofriense          | 19            | 9             | 6             | 1             | 2             | 21            | 10            | +11           |
| 2             | Bonsucesso           | 18            | 9             | 5             | 0             | 1             | 14            | 9             | +5            |
| 3             | Ceres                | 18            | 9             | 6             | 2             | 1             | 15            | 10            | +5            |
| 4             | Barra da Tijuca      | 17            | 9             | 5             | 2             | 1             | 13            | 10            | +3            |
| 5             | Barra Mansa          | 13            | 9             | 4             | 1             | 4             | 13            | 13            | 0             |
| 6             | Tigres do Brasil     | 12            | 9             | 3             | 2             | 4             | 7             | 9             | -2            |
| 7             | Americano            | 11            | 9             | 3             | 2             | 4             | 11            | 11            | 0             |
| 8             | Serra Macaense       | 9             | 9             | 2             | 3             | 4             | 11            | 11            | 0             |
| 9             | América de Três Rios | 9             | 9             | 2             | 3             | 4             | 16            | 25            | -9            |
| 10            | Mesquita             | 1             | 9             | 0             | 1             | 8             | 4             | 17            | -13           |

| Classificação | Classificação     | Classificação | Classificação | Classificação | Classificação | Classificação | Classificação | Classificação | Classificação |
| Pos           | Time              | PG            | J             | V             | E             | D             | GP            | GS            | SG            |
| ------------- | ----------------- | ------------- | ------------- | ------------- | ------------- | ------------- | ------------- | ------------- | ------------- |
| 1             | Angra dos Reis    | 15            | 8             | 5             | 0             | 3             | 12            | 8             | +4            |
| 2             | São João da Barra | 15            | 8             | 4             | 3             | 1             | 16            | 5             | +11           |
| 3             | Goytacaz          | *13           | 8             | 6             | 1             | 1             | 17            | 6             | +11           |
| 4             | Paduano           | 13            | 8             | 4             | 1             | 3             | 13            | 9             | +4            |
| 5             | America           | 11            | 8             | 3             | 2             | 3             | 11            | 9             | +2            |
| 6             | Sampaio Corrêa-RJ | 11            | 8             | 3             | 2             | 3             | 11            | 10            | +1            |
| 7             | Portuguesa-RJ     | 10            | 8             | 3             | 1             | 4             | 15            | 10            | +5            |
| 8             | Artsul            | 9             | 8             | 3             | 0             | 5             | 10            | 24            | -14           |
| 9             | Juventus          | 0             | 8             | 0             | 0             | 8             | 0             | 24            | -24           |

### Desempenho por rodada
|         | 1   | 2   | 3   | 4   | 5   | 6   | 7   | 8   | 9   | 10  | 11  |
| Grupo A | BON | BON | BON | BON | BON | BTJ | BON | CER | CAB | CAB | CAB |
| Grupo B | ART | SJB | SPC | SJB | SJB | AME | SJB | SJB | SJB | SJB | ANG |

|         | 1   | 2   | 3   | 4   | 5   | 6   | 7   | 8   | 9   | 10  | 11  |
| Grupo A | ATR | MES | AMR | MES | MES | MES | MES | MES | MES | MES | MES |
| Grupo B | GOY | GOY | GOY | GOY | JUV | JUV | JUV | JUV | JUV | JUV | JUV |

### Fase final
|  | Semifinais                  | Semifinais     |   |  | Final                  | Final |  |
|  |                             |                |   |  |                        |       |  |
|  | 14 de agosto - Correão      |                |   |  |                        |       |  |
|  | Cabofriense                 | 0              |   |  |                        |       |  |
|  | São João da Barra           | 0              |   |  |                        |       |  |
|  |                             |                |   |  |                        |       |  |
|  |                             |                |   |  | 17 de agosto - Correão |       |  |
|  |                             |                |   |  | Cabofriense            | 1     |  |
|  |                             | Angra dos Reis | 0 |  |                        |       |  |
|  |                             |                |   |  |                        |       |  |
|  |                             |                |   |  |                        |       |  |
|  |                             |                |   |  |                        |       |  |
|  | 14 de agosto - Jair Toscano |                |   |  |                        |       |  |
|  | Angra dos Reis              | 3              |   |  |                        |       |  |
|  | Bonsucesso                  | 0              |   |  |                        |       |  |

### Premiação
| Taça Corcovado de 2013          |
| Cabo Frio                       |
| ------------------------------- |
| Cabofriense Campeão (1º título) |

## Torneio Capital
| 1 | America          | 24 | 8 |
| 2 | Portuguesa       | 19 | 8 |
| 3 | Barra da Tijuca  | 17 | 8 |
| 4 | Ceres            | 16 | 8 |
| 5 | Bonsucesso       | 9  | 8 |
| 6 | Tigres do Brasil | 7  | 8 |
| 7 | Mesquita         | 6  | 8 |
| 8 | Artsul           | 4  | 8 |
| 8 | Juventus         | 0  | 8 |

### Premiação
| Torneio Capital             |
| Rio de Janeiro              |
| --------------------------- |
| América Campeão (1º título) |

## Torneio Interior
| 1  | Cabofriense          | 19 | 9 |
| 2  | Goytacaz             | 18 | 9 |
| 3  | Sampaio Corrêa-RJ    | 14 | 9 |
| 4  | São João da Barra    | 13 | 9 |
| 5  | América de Três Rios | 12 | 9 |
| 6  | Barra Mansa          | 12 | 9 |
| 7  | Angra dos Reis       | 11 | 9 |
| 8  | Serra Macaense       | 10 | 9 |
| 9  | Americano            | 8  | 9 |
| 10 | Paduano              | 6  | 9 |

### Premiação
| Torneio Interior                |
| ------------------------------- |
| Cabo Frio                       |
| Cabofriense Campeão (1º título) |

## Triangular final

### Classificação
|  | Zona de classificação para o Campeonato Carioca de Futebol de 2014 |

| Classificação | Classificação | Classificação | Classificação | Classificação | Classificação | Classificação | Classificação | Classificação | Classificação |
| Pos           | Time          | PG            | J             | V             | E             | D             | GP            | GS            | SG            |
| ------------- | ------------- | ------------- | ------------- | ------------- | ------------- | ------------- | ------------- | ------------- | ------------- |
| 1             | Cabofriense   | 6             | 4             | 1             | 2             | 1             | 4             | 4             | 0             |
| 2             | Bonsucesso    | 6             | 4             | 1             | 2             | 1             | 4             | 4             | 0             |
| 3             | America       | 5             | 4             | 1             | 2             | 1             | 3             | 3             | 0             |

- Bonsucesso e Cabofriense entraram com 1 ponto cada por terem ganhado a Taça Santos Dumont e a Taça Corcovado respectivamente.
- Cabofriense campeã por ter menos cartões amarelos.

#### Turno
| 21 de agosto | Bonsucesso | 2 - 2     | Cabofriense | Leônidas da Silva, Rio de Janeiro               |
| 15:00        |            | Relatório |             | Público: 230 Árbitro: RJ Daniel de Sousa Macedo |

| 25 de agosto | Cabofriense | 1 - 1     | America | Correão, Cabo Frio                     |
| 17:00        |             | Relatório |         | Árbitro: RJ Eduardo Cordeiro Guimarães |

| 28 de agosto | America | 1 - 2     | Bonsucesso | Giulite Coutinho, Mesquita            |
| 15:00        |         | Relatório |            | Árbitro: RJ Luis Antônio Silva Santos |

#### Returno
| 31 de agosto | America | 1 - 0     | Cabofriense | Giulite Coutinho, Mesquita           |
| 15:00        |         | Relatório |             | Árbitro: RJ Marcelo de Lima Henrique |

| 5 de setembro | Cabofriense | 1 - 0     | Bonsucesso | Correão, Cabo Frio                         |
| 19:30         |             | Relatório |            | Árbitro: RJ Wagner do Nascimento Magalhães |

| 8 de setembro | Bonsucesso | 0 - 0     | America | Leônidas da Silva, Rio de Janeiro |
| 15:00         |            | Relatório |         | Árbitro: RJ Péricles Bassols      |

## Premiação
| Campeonato Carioca de Futebol de 2013 - Série B |
| Cabo Frio                                       |
| ----------------------------------------------- |
| Cabofriense Campeão (5º título)                 |

## Maiores públicos
Esses são os maiores públicos do Campeonato:
|    | Público[i] | Mandante | Placar | Visitante        | Estádio          | Data        | Taça          | Fase       |
| 1  | 4.500      | Goytacaz | 2–1    | Americano        | Aryzão           | 2 de março  | Santos Dumont | 1ª rodada  |
| 2  | 1.605      | Goytacaz | 0-0    | Cabofriense      | Aryzão           | 9 de março  | Santos Dumont | 3ª rodada  |
| 3  | 1.600      | America  | 0–2    | Cabofriense      | Giulite Coutinho | 20 de abril | Santos Dumont | Semifinal  |
| 4  | 1.360      | Goytacaz | 4-2    | Portuguesa       | Aryzão           | 22 de maio  | Corcovado     | 6ª rodada  |
| 5  | 1.278      | Goytacaz | 2-0    | Mesquita         | Aryzão           | 13 de abril | Santos Dumont | 10ª rodada |
| 6  | 867        | Goytacaz | 2-1    | Angra dos Reis   | Aryzão           | 05 de maio  | Corcovado     | 2ª rodada  |
| 7  | 810        | Goytacaz | 2-1    | Tigres do Brasil | Aryzão           | 30 de março | Santos Dumont | 7ª rodada  |
| 8  | 762        | America  | 3–1    | Bonsucesso       | Giulite Coutinho | 30 de março | Santos Dumont | 7ª rodada  |
| 9  | 750        | America  | 1–0    | Mesquita         | Giulite Coutinho | 2 de março  | Santos Dumont | 1ª rodada  |
| 10 | 742        | America  | 1–0    | Ceres            | Giulite Coutinho | 6 de abril  | Santos Dumont | 9ª rodada  |

- i. ^ Considera-se apenas o público pagante. Atualizado até a 6ª rodada da Taça Corcovado

## Classificação geral
Para a definição da classificação geral, não excluem-se os pontos obtidos nas fases semifinal e final de cada turno. Ao final do campeonato, o campeão, o vice-campeão e o terceiro colocado ocuparão as três primeiras colocações independente do número de pontos.
Atualizado em 8 de setembro de 2013.
| Pos | Time                 | Pts | J  | V  | E | D  | GP | GC | SG  |
| --- | -------------------- | --- | -- | -- | - | -- | -- | -- | --- |
| 1   | Cabofriense          | 43  | 25 | 12 | 8 | 5  | 44 | 21 | +23 |
| 2   | Bonsucesso           | 41  | 24 | 12 | 6 | 7  | 32 | 24 | +8  |
| 3   | America              | 42  | 22 | 12 | 6 | 4  | 42 | 20 | +22 |
| 4   | Goytacaz             | 35* | 18 | 12 | 5 | 1  | 35 | 15 | +20 |
| 5   | Portuguesa           | 35  | 19 | 10 | 5 | 4  | 31 | 14 | +17 |
| 6   | São João da Barra    | 30  | 18 | 8  | 6 | 4  | 33 | 16 | +17 |
| 7   | Sampaio Corrêa-RJ    | 28  | 17 | 8  | 4 | 5  | 27 | 17 | +10 |
| 8   | Barra da Tijuca      | 28  | 17 | 7  | 7 | 3  | 25 | 23 | +2  |
| 9   | Barra Mansa          | 24  | 17 | 7  | 3 | 7  | 32 | 27 | +5  |
| 10  | Angra dos Reis       | 24  | 19 | 7  | 3 | 9  | 28 | 31 | -3  |
| 11  | América de Três Rios | 23  | 17 | 6  | 5 | 6  | 31 | 36 | -5  |
| 12  | Americano            | 21  | 17 | 6  | 3 | 8  | 22 | 22 | 0   |
| 13  | Tigres do Brasil     | 19  | 18 | 6  | 1 | 11 | 16 | 27 | -11 |
| 14  | Paduano              | 19  | 17 | 5  | 4 | 8  | 18 | 28 | -10 |
| 15  | Serra Macaense       | 17  | 17 | 4  | 5 | 8  | 21 | 28 | -7  |
| 16  | Ceres                | 16* | 17 | 8  | 4 | 5  | 29 | 21 | +8  |
| 17  | Mesquita             | 13  | 17 | 4  | 1 | 12 | 10 | 26 | -16 |
| 18  | Artsul               | 12  | 18 | 3  | 3 | 12 | 23 | 51 | -28 |
| 19  | Juventus             | 0   | 18 | 0  | 0 | 18 | 0  | 54 | -54 |

- Conforme o regulamento, após as finais, o campeão, o vice-campeão e o terceiro colocado deverão ocupar as primeiras colocações na classificação geral, respectivamente.
- O Goytacaz perdeu 6 pontos por escalação irregular de um jogador.
- O Ceres perdeu 12 pontos por escalação irregular de jogadores.